# DVDA
DVDA is een Amerikaanse rockband die bestaat uit de leden Trey Parker (hoofdzanger, keyboards), Matt Stone (zang, drums, basgitaar), Burce Howell (gitaar) en D.A. Young (keyboards, zanger).
De naam is afkomstig van een seksuele positie (double vaginal, double anal) die wordt genoemd in Trey Parkers film Orgazmo.
De liedjes van DVDA worden regelmatig gebruikt in films of televisieseries van Matt Stone en Trey Parker, die het meest bekend zijn van hun televisieserie South Park. Een van de meest bekende liedjes van de band zijn America, Fuck Yeah,  Montage, Only a Woman  en Everyone has AIDS, allen gebruikt in de film Team America: World Police. Now You're a Man is een duidelijke satire op "Eye of the Tiger", gebruikt in de Rockyfilms. Zowel Orgazmo als de South Park-aflevering Big Gay Al's Big Gay Boat Ride bevatten het liedje "Now You're a Man". David Zuckers film BASEketball, met in de hoofdrollen Stone en Parker, gebruikt het liedje "Warts on Your Dick". De avondvullende film South Park: Bigger, Longer & Uncut bevat eveneens meerdere liedjes van DVDA. Liedjes als "Crack" en "David Kelly, TV Warrior" hebben de band enkel live gespeeld en zijn niet officieel uitgebracht.

## Liedjes
| Titel                                   | Soundtrack                         | Uitgebracht? |
| --------------------------------------- | ---------------------------------- | ------------ |
| "America, Fuck Yeah"                    | Team America: World Police         | Ja           |
| "America, Fuck Yeah" (Bummer remix)     | Team America: World Police         | Ja           |
| "The Beer Song"                         | Nee                                | Nee          |
| "Crack" (of "Everybody Loves Crack")    | Nee                                | Nee          |
| "David Kelley, TV Warrior"              | Nee                                | Nee          |
| "The End of an Act"                     | Team America: World Police         | Ja           |
| "Everyone Has AIDS"                     | Team America: World Police         | Ja           |
| "Freedom Isn't Free"                    | Team America: World Police         | Ja           |
| "Gay Fish"                              | South Park                         | Ja           |
| "Hell Isn't Good" (met James Hetfield)  | South Park: Bigger, Longer & Uncut | Nee          |
| "Hot Lava" (met Perry Farrell)          | Chef Aid: The South Park Album     | Ja           |
| "Let's Fighting Love"                   | South Park                         | Nee          |
| "Lemmiwinks"                            | South Park                         | Nee          |
| "Living a Lie"                          | South Park                         | Ja           |
| "Montage"                               | South Park                         | Nee          |
| "Montage"                               | Team America: World Police         | Ja           |
| "The Most Offensive Song Ever"          | Mr. Hankey's Christmas Classics    | Ja           |
| "North Korean Melody"                   | Team America: World Police         | Ja           |
| "Now You're a Man"                      | Orgazmo                            | Ja           |
| "Only a Woman"                          | Team America: World Police         | Ja           |
| "On Top of You"                         | Cannibal! The Musical              | Nee          |
| "Sgt. Baker" (Primus cover)             | Nee                                | Nee          |
| "That's All I'm Askin' For"             | Cannibal! The Musical              | Nee          |
| That's My Bush! theme                   | That's My Bush!                    | Nee          |
| "Up There"                              | South Park: Bigger, Longer & Uncut | Ja           |
| "Warts on Your Dick"                    | BASEketball                        | Nee          |
| "What Would Brian Boitano Do?, Part II" | South Park: Bigger, Longer & Uncut | Ja           |